# Les Combinards
Pour plus de détails, voir Fiche technique et Distribution.
Les Combinards (italien : La fabbrica dei soldi) est une comédie franco-hispano-italienne à sketches réalisée par Juan Estelrich March (es), Riccardo Pazzaglia et Jean-Claude Roy en 1965.

## Synopsis
Le film contient deux courts métrages sous la forme de citations et un moyen métrage de 45 minutes : 
- Si vende un tram réalisé par Juan Estelrich March (es) à Madrid, où l'on voit des aigrefins vendre un tramway à un gogo.
- La morte in affito réalisé par Riccardo Pazzaglia à Naples, où l'on voit un escroc napolitain réaliser une escroquerie à la charité publique .
- Imbroglio d'amour  réalisé par Jean-Claude Roy où l'on voit deux escrocs, Léo et Claude se lancer dans l'escroquerie au mariage, via les petites annonces de la presse de cœur, avec la complicité active de Lucienne. Tout se passera bien jusqu'au jour où ils rencontreront un autre escroc et sa fille.

## Fiche technique
- Titre français : Les Combinards
- Titre italien : La fabbrica dei soldi
- Réalisation : 
  - Jean-Claude Roy - segment Imbroglio d'amour (sous le nom de Claude Roy)
  - Juan Estelrich March (es) - segment Si vende un tram (durée : 8 min)
  - Riccardo Pazzaglia - segment La Morte in affito (durée : 12 min)
- Scénario : Jacques Bernard et Jean-Claude Roy
- Dialogues : Jacques Bernard
- Musique : François de Roubaix
- Photographie : Pierre Levent
- Pays de production :  France,  Italie,  Espagne
- Tourné en français et en italien
- Format :  Noir et blanc - 35 mm - Son mono
- Année : 1965
- Genre : Comédie, Sketch
- Durée : 67 min
- Sortie en salles 
  - France : 2 février 1966 à Paris

## Distribution
- Darry Cowl : Léo
- Michel Serrault : le faux député et père de Lucile
- Jacques Bernard : Claude
- Agnès Spaak : Lucile
- Maria Pacôme : Lucienne
- Noël Roquevert : le commissaire
- Mary Marquet : Mme Florienne, la patronne de l'agence matrimoniale
- Jane Sourza : la poinçonneuse des lilas
- Mathilde Casadesus : la bouchère de Cussac
- Florence Blot : la femme qui trouve un mot doux dans son pain d'épices
- Monique Tarbès : Angèle, la fille aux dents en or
- Pierre Duncan : le gardien de prison
- Gérard Hernandez : l'abbé
- Jacqueline Jefford : Odette
- Jacqueline Jehanneuf
- Lisette Lebon (crédité Lisette Le Bon)
- Sophie Leclair
- Jean-Jacques Steen
- Geneviève Thénier
- Lucien Frégis